# Integrae servandae
Integrae servandae es una exhortación apostólica, promulgada por el papa Pablo VI, en forma de motu proprio, el 7 de diciembre de 1965. Con este texto se presentó la reorganización del Santo Oficio. De esta manera la institución fundada por Paulo III en 1542 como Sagrada Congregación de la Romana y Universal Inquisición, que desde 1908 se llamaba Sagrada Congregación del Santo Oficio, pasó a llamarse Congregación para la Doctrina de la Fe. En la nueva definición de sus tareas quedó excluida la confección de la lista de libros prohibidos, conocida como Index Librorum Prohibitorum, que de esta manera dejó de renovarse.